# Bořetice, Pelhřimov
Bořetice là một làng thuộc huyện Pelhřimov, vùng Vysočina, Cộng hòa Séc.